# Santa Lucía (Honduras)
Santa Lucía – gmina (municipio) w południowym Hondurasie, w departamencie Francisco Morazán. W 2010 roku zamieszkana była przez około 7,6 tys. mieszkańców. Siedzibą administracyjną jest miejscowość Santa Lucía.

## Położenie
Gmina położona jest w środkowej części departamentu. Graniczy z gminami:
- Dystrykt Centralny od północy, zachodu i południa,
- Valle de Ángeles od wschodu.

## Miejscowości
Według Narodowego Instytutu Statystycznego Hondurasu na terenie gminy położone były następujące miejscowości:
- Santa Lucía
- El Chimbo
- El Edén
- El Piliguín
- Montaña Grande (de Los Lagos)
- Zarabanda